# Raúl Fontaina D'Oliveira
Alejandro Raúl Fontaina D'Oliveira (Montevideo, Uruguay, 22 de junio de 1901-Ibidem, 11 de septiembre de 1987) fue un periodista y empresario uruguayo pionero en la industria de radial y televisiva de su país. En todo los escenarios de acción donde desarrollo su vida fue descollante su actuación, por sus condiciones y por su capacidad de liderazgo.

## Primeros años
En sus primeros años de juventud representó a Uruguay en el Campeonato Sudamericano de Remo llevado a cabo en Brasil en 1922. 
En sus primeras actividades como periodista, fue corresponsal en las olimpiadas de Colombes en 1924, donde Uruguay se consagraria como campeón. Integró además la entonces Federación de estudiantes y la Troupe Ateniense donde también supieron integrar su hermano Roberto Fontaina y Ramón Collazo. Supo presidir además el Centro de estudiantes de derecho Carlos Quijano y en la secretaria Cesar Gallardo.

## Inicios
Don Raúl canalizaba simultáneamente sus tres inquietudes, deporte, teatro, y el periodismo, pero a medida que avanzaba el tiempo se enfocaba más y más hacia el emprendimiento radiofónico, al que consideraba el “PRODIGIO DEL SIGLO”. Ya los años 20 conocían en Montevideo los albores de los que habían sido llamados los locos de la radio, Paradizabal, Sapelli y Elena. Además de estos, en el año 1928, un joven llamado Carlos Carve, en la calle Solís Grande 912, en el barrio Capurro, se instaló en una habitación, con todo el equipamiento de su radio y comenzó a emitir, nadie se le acercaba, parecía que no existían visionarios, hasta que en los albores del año del centenario de la república llegaron.
A fines de los años veinte, creó junto con Roberto Fontaina, Jaime Farell y Juan Enrique De Feo el programa radial el Diario Oral, inicialmente emitido en El Espectador, pero posteriormente pasaría a emitirse de forma ininterrumpida en Radio Carve, una radio fundada en 1928 por el alemán Karl Kärve. En 1931 el grupo de periodistas integrado por Jorge Enrique De Feo, Roberto Fontaina y el Escribano Jaime Farell comenzaron a hacerse cargo de la administración de la emisora, pero también de la onda radial. Cinco años después, también fundarían CX24 la emisora [["La Voz del Aire "1010 AM], dando paso a la conformación de la Sociedad Anónima de Radioemisoras del Plata.
En 1933 Raúl Fontaina participó de la fundación de la Asociación Nacional de Broadcasters Uruguayos. 
1943 en la fono platea de Radio Carve se realizaría la primera muestra de televisión a cargo del Ing. Obiol en la sede de SADREP. En 1949 participa en Atlantic City, con  otros técnicos uruguayos, de la Reunión, convocada para la distribución de las frecuencias de Radio a nivel mundial,  al poco tiempo en conjunto con la Asociación Nacional de Broadcasters Uruguayos y Juan Enrique De Feo se conformaría la Sociedad Anónima de Emisión de Televisión y Anexos, sociedad que crearía el primer canal de televisión del país. Es en 1949 cuando también funda la Asociación Interamericana de Radiodifusión. 
Seis años después de la conformación de SAETA, en 1956 junto a su hijo Raúl Fontaina Islas y la familia De Feo participarían de la salida al aire de SAETA TV Canal 10 en 1956, el primer canal de televisión del Uruguay, desde  el predio de la Exposición Nacional de la Producción, donde estaba el Cilindro Municipal,  el Antel Arena, de hoy.  
En 1958, Raúl Fontaina llegará a la Presidencia de la AIR organización internacional, desde la defenderá la libertad de expresión y los derechos de los medios y sus periodistas con todo su energía y su pasión.. Su permanente e ímproba labor nacional e internacional le valió premios y distinciones por su labor de instituciones de Estados Unidos de Italia, y de Argentina, país desde donde se lo honra como el verdadero constructor de la Asociación Argentina de Radiodifusión Privada, con la contribución del Doctor Justino Jiménez de Aréchaga. Fue siempre apreciada en el ámbito internacional su atinada y razonable intervención. Nunca ocultó en ningún ámbito su amor por la libertad y la democracia y el odio por las tiranías. Por ejemplo, los mayores y más memoriosos recordarán, que durante la dictadura de Stoessner en la república hermana del Paraguay, los informativos de Carve cerraban con el latiguillo, “continúa clausurada radio STENTOR de Asunción Paraguay”. Si director Manuel Caballero Ferreira debió exiliarse sin bienes ni recursos en nuestro país perseguido por la dictadura, don Raúl lo acogió en su casa y lo incorporó en el departamento de prensa de la radio, más tarde lo tomaría como secretario personal al asumir en AIR como presidente. El mensaje al cierre de los informativos era el grito diario de guerra a la dictadura de Stroessner. La lucha contra las dictaduras de don Raúl Fontaina fue épica y me permitiré contar algunas anécdotas; En argentina CARVE difundía la lucha contra Juan Domingo Perón quién llegó a plantear la voladura de la antena de transmisión de la radio, al caer Perón, Radio Carve, envió a los festejos argentinos, un grupo de artistas uruguayos, que constató, por toda la ciudad pintadas de muros, con consignas anti Radio Carve, por su lucha en contra de la tiranía caída. En nuestro país, cuando se quebró la estructura constitucional en 1973, cierto día un comando militar invadió el local de la radio, en la calle Mercede 973, a fin de ocupar las instalaciones, método preferido por los por los gobiernos de fuerza respecto a los medios de comunicación. El oficial que los comandaba ordenó vigilar las puertas de las oficinas donde se estaba trabajando, nadie debía moverse. 
Don Raúl Fontaina, no sólo se movió, cruzó el gran patio del frente y empezó a cantar el himno nacional, caminaba entre los soldados y con la mirada empujaba al personal a seguirlo. El oficial al mando vaciló, magnetizado por el valor de aquel hombre setentón que lo desafiaba con la canción de la patria. Al retornar la calma, Fontaina lo invitó a pasar a su despacho a hablar y hablaron. Raúl Fontaina era un abanderado de la democracia y no depuso de su bandera ante quienes pretendieron mancillarla. 
El otro recuerdo refiere al episodio que hoy todos recordamos como FEBRERO AMARGO DE 1973. Corría el mes de enero de 1973??, el pueblo uruguayo veraneaba, los políticos uruguayos de vacaciones, los militares, conspiraban contra las instituciones, el Dr. Amílcar Vasconcellos trataba de demostrar a todos, desde hacía mucho, que se estaba gestando un golpe militar en nuestro país. Documentos desclasificados recientemente, y presentados por el investigador Gerardo Caetano, en el prólogo del volumen 202 de la colección de los clásicos uruguayos, con el que se incorporó el libro Febrero Amargo, del Dr. Amilcar Vasconcellos, a esta colección, nos hace conocer que un importante personalidad de nuestra política nacional, llego a manifestar que Vasconcellos estaba poco menos que loco creyendo que se estaba preparando un golpe de Estado en Uruguay. Les recomiendo leer el citado libro. 
Pero sigamos. Finalmente Vasconcellos se reúne con el Sr. Raúl Fontaina, (que estaba enfermo), quién como siempre defensor de las instituciones pone a disposición el programa más escuchado de la radio “Tomándole el Pulso a la República”, que se difundía todas las noche a partir de las 23 horas para transmitir la denuncia del golpe de Estado en ciernes que conmovió a la república. Quien se encargó de que la adusta voz de Vasconcellos la noche del 1 de febrero vibró desde los micrófonos de Radio Carve, gracias una vez más a la valentía de Don Raúl Fontaina los orientales estaban en alerta, la dictadura acechaba pero ya no desde las sombras, un hombre joven de la radio y un Señor Senador del pueblo supieron responder a su mandato de la historia y avisaron del próximo Golpe de Estado. 
Pero retomemos el hilo conductor de nuestra historia referencial. Desde aquel 1930 en que los jóvenes provenientes de la troupe ateniense se acercaron al joven Carve en el barrio Capurro y enloquecieron con su ocurrencias con el diario oral ya nada fue igual, comenzó una nueva era para la radio, el SALPICON DE FONTAINA, LAS PUBLICIDADES DE RONCADERA SE PEGARON A LOS OIDOS DE LOS MONTEVIDEANOS, y se llenaron de anécdotas de la radio las tertulias de la ciudad, podríamos decir que ya era una nueva vida. Años antes ya José Batlle y Ordoñez había llegado con su voz en la primera transmisión política desde una transmisión de radio, se habían recibido señales de radio en Punta del Este desde Europa enviadas por Marconi, como nos ha enseñado nuestro amigo Antonio Tormo, presidente del museo de la Radio, estos hechos se suman para recordar la figura de don Raúl Fontaina figura ineludible en estos tiempos de historia. Al acercarse el mediodía, hora del descanso en el trabajo, a mediados de los años 30, en el que los trabajadores hacían habitualmente el descanso en sus domicilios, era habitual él, “vieja pone la Carve”, hora en que se pasaba desde el observatorio nacional el pronóstico del tiempo. El funcionario que lo hacía era Carlos Solé. La mujer estuvo presente desde los albores en la Radio Carve a través de Elizabeth Durand a la que con justicia se la llamó “la dama de Carve”. Carlos Gardel actuó en 1933 en los micrófonos de Radio Carve y a partir de ahí una pléyade de cantantes y actores nacionales e internacionales quedaron para siempre en la memoria de los uruguayos desde la sintonía de CX 16.